# Жљебови
Жљебови су насељено мјесто у општини Соколац, Република Српска, БиХ. Према попису становништва из 1991. у насељу је живио 171 становник, а према попису из 2013. у истом мјесту пописано је 148 лица, што представља пад броја становника за 13.45%.

## Географија

#### Рељеф и хидрографија
Жљебови чине дио Гласиначког платоа одн. једну од депресија Гласиначког басена, од које је дијели Копито ''које је толико висока преграда да оно потпуно одваја Жљебове од Гласинца''. Жљебовски плато лежи на просјечној надморској висини од 980 метара, а окружују га врхови, и то: Јелишевац (1050 мнв), Копито са врховима Велика Ћилуша ( 1316 мнв) и Мала Ћилуша (1274 мнв), Брезјак (1038 мнв) са јужне, југоисточне и источне стране, затим Каменита раван ( 1126 мнв) са сјевероистока, Куштравица ( 1197 мнв) са сјеверозападне и западне стране и Луњевац (1051 мнв) са југозапада. Од елемената карсног рељефа издваја се пећина Одрлија на 1043 мнв, док хидрогеографску мрежу чине мале планинске ријеке Ханина и понорница Леава.

## Култура
У Жљебовима су 2. јула 2011. одржани „Дани косидбе Романија 2011.“ на којима су се такмичили косци ручним косама.

## Становништво

#### Мјесна заједница Жљебови
Мјесна заједница Жљебови укључује села и засеоке Кута, Жљебова, Мичивода и Милетака.
Напомена: Постоји извјесно неслагање у објављеним резултатима пописа становништва за 1991. годину и то између Билтена Савезног завода за статистику и Публикације бр. 4 Национални састав становништва по насељеним мјестима објављене 15. маја 1992. године. Према тим подацима, Савезни завод наводи да у селу Жљебови има 165 житеља Српске националности док публикација бр. 4 каже да их је 171 одн. за 6 више. Исто тако, билтен Савезног завода не наводи једног припадника декларисаног као остали, док га публикација бр. 4 урачунава. Сходно томе, крајњи резултат двају публикација је 693 пописане особе према Савезном билтену и 700 људи према Публикацији бр. 4.
У табели је приказан национални састав становништва мјесне заједнице Жљебови према доступним подацима са извршених пописа.
| Националност/ година пописа: | 1961.         | 1971.         | 1981.         | 1991.**       | 2013.         |
| Срби                         | 609 (65.55%)  | 414 (41.57%)  | 312 (39.8%)   | 271 (38.71%)  | 209 (73%)     |
| Муслимани */ Бошњаци         | 312 (33.58%)  | 576 (57.83%)  | 460 (58.67%)  | 421 (60.14%)  | 75 (26%)      |
| Југословени                  | 231 (24.87%)  | 0 (0.00%)     | 7 (0.89%)     | 4 (0.57%)     | 0 (0%)        |
| Хрвати                       | 7 (0.75%)     | 0 (0.00%)     | 1 (0.13%)     | 2 ( 0.29%)    | 0 (0%)        |
| Македонци                    | 0 (0.00%)     | 0 (0.00%)     | 1 (0.13%)     | 0 (0.00%)     | 0 (0%)        |
| Словенци                     | 0 (0.00%)     | 0 (0.00%)     | 1 (0.13%)     | 0 (0.00%)     | 0 (0%)        |
| Црногорци                    | 1 (0.11%)     | 2 (0.20%)     | 0 (0.00%)     | 0 (0.00%)     | 0 (0%)        |
| остали и непознато           | 0 (0.00%)     | 4 (0.40%)     | 2 (0.26%)     | 2 (0.29%)     | 4 (1%)        |
| Укупно:                      | 929 (100.00%) | 996 (100.00%) | 784 (100.00%) | 700 (100.00%) | 288 (100.00%) |

* Модалитет Муслимани је коришћен у пописима до 1991. године након чега ја замијењен термином Бошњаци.
** Подаци за 1991. годину су узети према Публикацији бр. 4 Статистичког завода Босне и Херцеговине објављене 15. маја 1992. године.

#### Насељено мјесто Жљебови
Становништво према националној структури:
| Национални састав/ година пописа: | 1895. ¹       | 1910.²        | 1961.         | 1971.         | 1981.         | 1991.         | 2013.         |
| Срби                              | 163 (95.88%)  | 236 (97.93%)  | 322 (99.69%)  | 240 (99.17%)  | 182 (99.45%)  | 169 (98.83%)  | 146 ( 98.6%)  |
| Муслимани/ Бошњаци                | 7 (4.12%)     | 5 (2.07%)     | 0 (0.00%)     | 0 (0.00%)     | 0 (0.00%)     | 0 ( 0.00%)    | 0 ( 0.00%)    |
| Хрвати                            | 0 (0.00%)     | 0 (0.00%)     | 0 (0.00%)     | 0 (0.00%)     | 0 (0.00%)     | 0 ( 0.00%)    | 0 ( 0.00%)    |
| Југословени                       | 0 (0.00%)     | 0 (0.00%)     | 0 (0.00%)     | 0 (0.00%)     | 0 (0.00%)     | 2 ( 1.17%)    | 0 ( 0.00%)    |
| Црногорци                         | 0 (0.00%)     | 0 (0.00%)     | 1 (0.31%)     | 2 (0.83%)     | 0 (0.00%)     | 0 (0.00%)     | 0 (0.00%)     |
| Остали и непознато                | 0 (0.00%)     | 0 (0.00%)     | 0 (0.00%)     | 0 (0.00%)     | 1 (0.55%)     | 0 (0.00%)     | 2 (1.4%)      |
| Укупно:                           | 170 (100.00%) | 241 (100.00%) | 323 (100.00%) | 242 (100.00%) | 183 (100.00%) | 171 (100.00%) | 148 (100.00%) |

¹ Аустроугарским пописом становништва из 1895. године цивилно становништво је пописано према вјероисповијести а не по народности, и то као: Мухамеданци, хришћани (Источно- православни, Римо- католици, Евангелици и други), Јевреји и остали. Према том попису у Жљебовима је било настањено 163 ”Источно- православних” и 7 Мухамеданаца, укупно 170 људи. Поред тога, било је присутно још и 7 војника у ”оружној постаји”, али њихова се националност није писала, па је крајњи збир присутног цивилног и војног житељства 177.
² Последњи аустроугарски попис становништва спроведен у Босни и Херцеговини, у коме је становништво забиљежено као: Српско- православни, Муслимани, Католици (Римо-католици и Грко-католици), Јевреји (Сефардички- шпањолски и други Јевреји), Евангелици и остали. Према истом попису у насељеном мјесту Жљебови (у то доба дио општине Соколовићи, котар Рогатица, окружје Сарајево) било је присутно 241 цивилно лице и 5 војника, смјештених у жандармеријској станици, гдје је укупан број цивилног и војног становништва 246.
Историјско кретање броја становника у насељеном мјесту Жљебови према доступним подацима са извршених пописа:
| Година пописа: | Број становника: |
| -------------- | ---------------- |
| 1895.          | 177              |
| 1910.          | 246              |
| 1948.          | 303              |
| 1954.          | 312              |
| 1961.          | 323              |
| 1971.          | 242              |
| 1981.          | 183              |
| 1991.          | 171              |
| 2013.          | 148              |

Пописима становништва из врмена Краљевине Срба, Хрвата и Словенаца из 1921. године потом из Краљевине Југославије 1931. године, наведен је укупан број становника за општине (у том периоду Жљебови су припадали Општини Соколовићи), те је због тога тешко утврдити број становника по насељеним мјестима за тај период.